# 이나데라역
이나데라역(일본어: 猪名寺駅, いなでらえき)은 일본 효고현 아마가사키시에 있는, 서일본 여객철도의 후쿠치야마 선 (JR 다카라즈카 선) 상의 철도역이다.
후쿠치야마 선내에서는, 니시노미야나지오역과 신산다역 (1986년 개통) 다음으로 새로운 역이다. 보통 열차 밖에 정치하지 않기 때문에 열차 편수가 비교적 적어, 1시간당 평균 4~7편 정도의 열차가 발착한다.

## 역 구조
2면 2선의 상대식 플랫폼이 있는 지상역 (교상역사화)로, 개찰구는 1개소 존재한다. 개찰구 옆에 키오스크가 입점하여있다. 아마가사키~신산다 구간에서 승강인원수 5000명 이상인 역으로는 유일하게 엘리베이터나 에스컬레이터가 없는 역이며, 주변 주민들은 해당 시설을 설치해 줄 것을 요구하고 있다. 덧붙여, 휠체어 이용자 등을 위하여 역외측과 플랫폼을 직접 잇는 경사로가 설치되어 있으며, 역 직원에게 전용 인터폰으로 연락하면 이용이 가능하다.
어번 네트워크에 소속되어 있으며, 자동 발권기, 자동 개찰기 및 ICOCA (상호 이용 대상 포함) 및 J스루 카드 등을 이용할 수 있다.

### 승강장
↑다카라즈카 방면

１ | | ２

아마가사키 방면↓
| 1 | ● JR 다카라즈카 선 (하행) | 이타미·다카라즈카·산다 방면              |
| 2 | ● JR 다카라즈카 선 (상행) | 아마가사키·오사카·다카쓰키·기타신치 방면 |

## 이용 현황
2006년도의 1일 평균 승차인원 수는 약 9, 062명이다.
인근에 고등학교 및 공장들이 위치하고 있어, 학생 및 통학, 통근객이 많다. 또, 아마가사키 시에 있지만 이타미시와 접경지대에 있기 때문에 이타미 시에서의 이용자도 많다.

## 역 주변
주변에는 공장, 제작소 및 학교가 다수 위치하고 있다.

## 버스 노선
역의 서쪽 출구와 동구에 로타리가 있으며, 동쪽 출구에는 한신버스가, 서구에는 이타미 시영버스가 운행하고 있다.

### 동구
- 한신버스 아마가사키 시내선
  - 20번 히가시소노다

### 서구
- 이타미 시영버스
  - 36계통 한큐 이타미・야마다

## 역사
- 1981년 4월 1일 - 일본국유철도의 역으로 개업.
- 1987년 4월 1일 - 일본국유철도 분할 민영화에 따라 서일본 여객철도의 역이 됨.
- 2003년 11월 1일 - ICOCA 공용 개시.
- 2005년 4월 25일 - JR 후쿠치야마 선 탈선 사고의 영향으로 영업 중단.
- 2005년 6월 19일 - 후쿠치야마 선 복구, 탈선 사고 55일 만에 영업 재개.

## 인접역 정보
| 서일본 여객철도 후쿠치야마 선 | 서일본 여객철도 후쿠치야마 선 | 서일본 여객철도 후쿠치야마 선 |
| ----------------------------- | ----------------------------- | ----------------------------- |
| 쓰카구치 오사카·교바시 방면   | ● JR 다카라즈카 선 ■ 보통     | 이타미 다카라즈카·산다 방면   |